# A préri urai
A préri urai (eredeti cím: Hell or High Water) 2016-ban bemutatott amerikai bűnügyi westernfilm, amelyet Taylor Sheridan forgatókönyvéből David Mackenzie rendezett. A film zenéjét Nick Cave és Warren Ellis szerezte. A főbb szerepekben Jeff Bridges, Chris Pine, Ben Foster és Gil Birmingham látható.
Az Amerikai Egyesült Államokban 2016. augusztus 12-én debütált a mozikban. Magyarországon az HBO mutatta be.

## Rövid történet
Egy texasi testvérpár rablásokból akar pénzt szerezni családi gazdaságuk megmentéséhez.

## Szereplők
| Szereplő              | Színész              | Magyar hang            |
| --------------------- | -------------------- | ---------------------- |
| Marcus Hamilton       | Jeff Bridges         | Papp János             |
| Toby Howard           | Chris Pine           | Szatory Dávid          |
| Tanner Howard         | Ben Foster           | Bozsó Péter            |
| Alberto Parker        | Gil Birmingham       | Kassai Károly          |
| Debbie Howard         | Marin Ireland        | Pupos Tímea            |
| Jenny Ann             | Katy Mixon           | Sági Tímea             |
| Elsie                 | Dale Dickey          | Menszátor Magdolna     |
| Natalie Martinez      | Amber Midthunder     | Lipcsey Colini Borbála |
| Recepciós             | Alma Sisneros        | Laudon Andrea          |
| Justin Howard         | John Paul Howard     | Ungvári Gergely        |
| Mr. Clauson           | William Sterchi      | Forgács Gábor          |
| Öregember             | Buck Taylor          | Pálfai Péter           |
| Olney pénztárosnő     | Kristin Berg         | Tóth Szilvia           |
| Seriffhelyettes       | Jackamoe Buzzell     | Turi Bálint            |
| Bankfiók-vezető       | Joe Berryman         | Bartók László          |
| Vernoni rendőrtiszt   | Howard Ferguson, Jr. | Sörös Miklós           |
| Huligán a benzinkúton | Nathaniel Augustson  | Sarádi Zsolt           |
| Bear                  | Gregory Cruz         | Papucsek Vilmos        |
| Buster                | Ivan Brutsche        | Fehér Péter            |
| Margaret, ranger      | Heidi Sulzman        | Czirják Csilla         |